# Nahé dětství
Nahé dětství (ve francouzském originále L'enfance nue) je francouzské filmové drama z roku 1968, které natočil režisér Maurice Pialat podle scénáře, který napsal ve spolupráci s Arlette Langmann. Hlavní roli desetiletého chlapce Françoise v něm ztvárnil Michel Terrazon. Ten byl svou matkou ještě před začátkem filmu opuštěn a žije u pěstounů. Z první rodiny je odebrán poté, co hodí kočku ze schodů. Poté je dán k jiné rodině, kde se rovněž projevuje jeho problémová povaha, ale zároveň se pomáhá starat o starou Nanu, matku své pěstounské matky. Na produkci filmu se podíleli mimo jiné režiséři Claude Berri a François Truffaut.